# Dichorisandra macrophylla
Dichorisandra macrophylla là một loài thực vật có hoa trong họ Commelinaceae. Loài này được Gleason mô tả khoa học đầu tiên năm 1932.